# Vuelta Ciclista de la Juventud
Vuelta Ciclista de la Juventud wieloetapowy wyścig kolarski dla zawodników do dwudziestego roku życia odbywający się corocznie od 1979 roku w Urugwaju. Organizowany jest przez Federación Ciclista de Montevideo.

## Zwycięzcy
| - 2012 Agustín Moreira - 2011 Pedro Monroy - 2010 Bilker Castro - 2009 Ignacio Maldonado - 2008 Josué Moyano - 2007 Fernando Méndez - 2006 Carlos Manarelli - 2005 Alejandro Alonso - 2004 José Luis Miraglia - 2003 Emanuel Yanes - 2002 Mariano De Fino - 2001 Lucas Sebastián Haedo - 2000 Néstor Pías - 1999 Jorge Libonatti - 1998 Claudio Flores - 1997 Jorge Mesa - 1996 Osvaldo Frossasco | - 1995 Pedro Pablo Pérez - 1994 Martín Piñeyro - 1993 Richard Fattigatti - 1992 Richard Fattigatti - 1991 Roberto Prezioso - 1990 José Castillo - 1989 David Kenig - 1988 Hugo Pratisolli - 1987 Alejandro Beldoratti - 1986 Sergio Tesitore - 1985 Sergio Tesitore - 1984 Néstor Díaz - 1983 Carlos García - 1982 Laercio Ipojuca - 1981 Oscar Campezatto - 1980 Sergio Corujo - 1979 Oscar Sartore |